# Peltidium perturbatum
Peltidium perturbatum är en kräftdjursart som beskrevs av Geddes 1968. Peltidium perturbatum ingår i släktet Peltidium och familjen Peltidiidae. Inga underarter finns listade i Catalogue of Life.